# Fangschiene

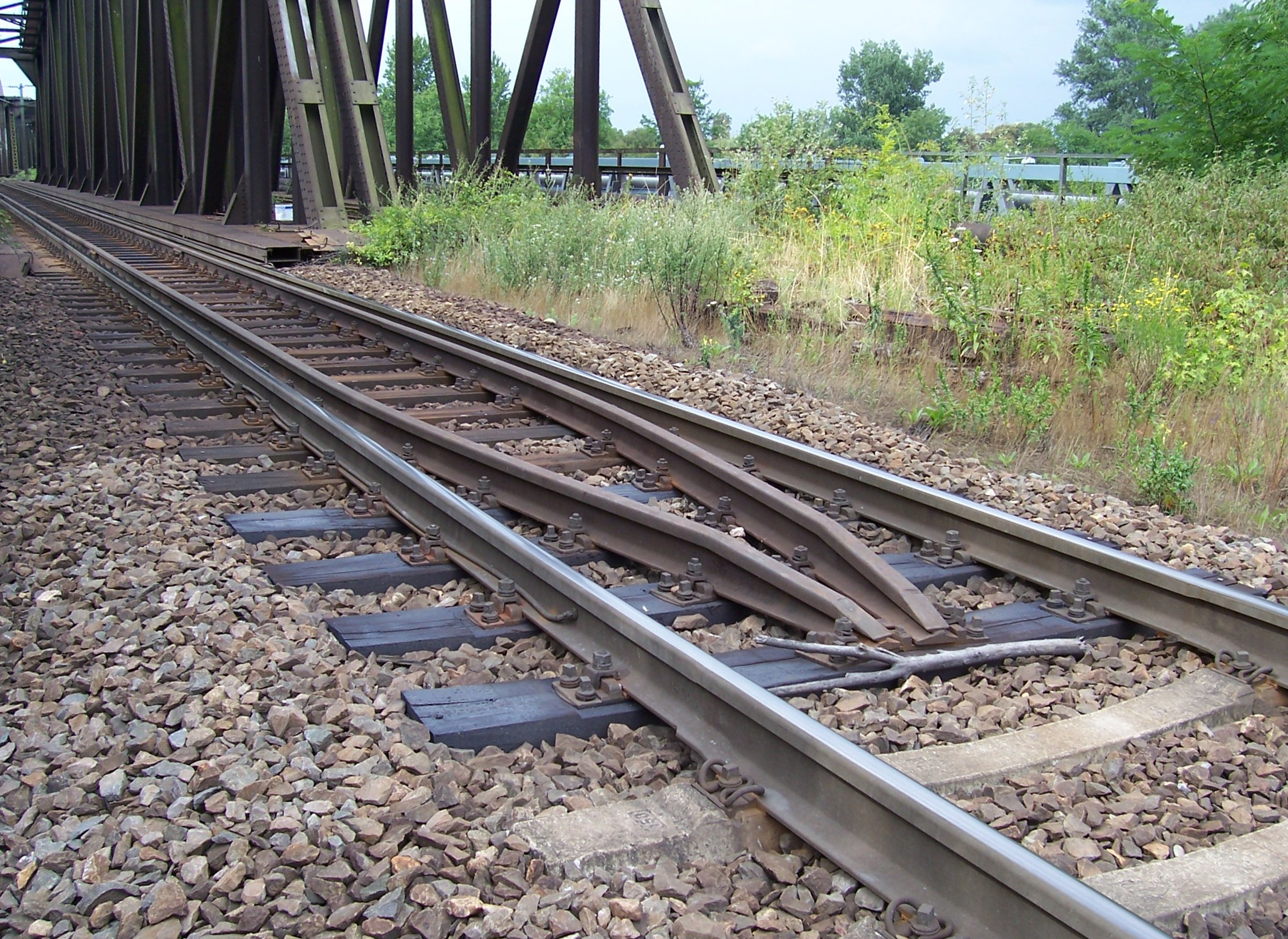
Fangschienen auf einer Fachwerkbrücke mit untenliegender Fahrbahn

Fangschienen, manchmal auch Beischienen, Führungsschienen, Zwangsschienen, Leitschienen oder Entgleisungsschutz, fachsprachlich Führungen, umgangssprachlich Angstschienen, sind Metallprofile zum Auffangen von außer Kontrolle geratenen Fahrzeugen (z. B. Schienenfahrzeuge, Fahrkörbe von Aufzügen). Bei Vollbahnen sind Fangschienen meist als abschnittsweise innerhalb der Fahrschienen eines Gleises verlaufende Metallprofile ausgeführt. Nach einer Entgleisung sollen sie die Räder des entgleisten Fahrzeuges so auffangen, dass die Radsätze (die „Achsen“) nicht seitwärts aus dem Gleis ausscheren und die Fahrzeuge folglich nicht kippen und sich nicht querstellen.
Bei Aufzügen ist die Fangschiene als Metallprofil ausgeführt, an dem nach EN 81-22:2014 die Fangvorrichtung angreifen kann. Bei Aufzügen ist sie nach EN 81-22:2014 zu unterscheiden von der Führungsschiene, welche zur Führung des Laufwagens, des Gegengewichts oder des Ausgleichsgewicht dient, und der Schutzschiene, die den Laufwagen innerhalb des Lichtraumprofils hält.

## Fang- und Führungsschienen

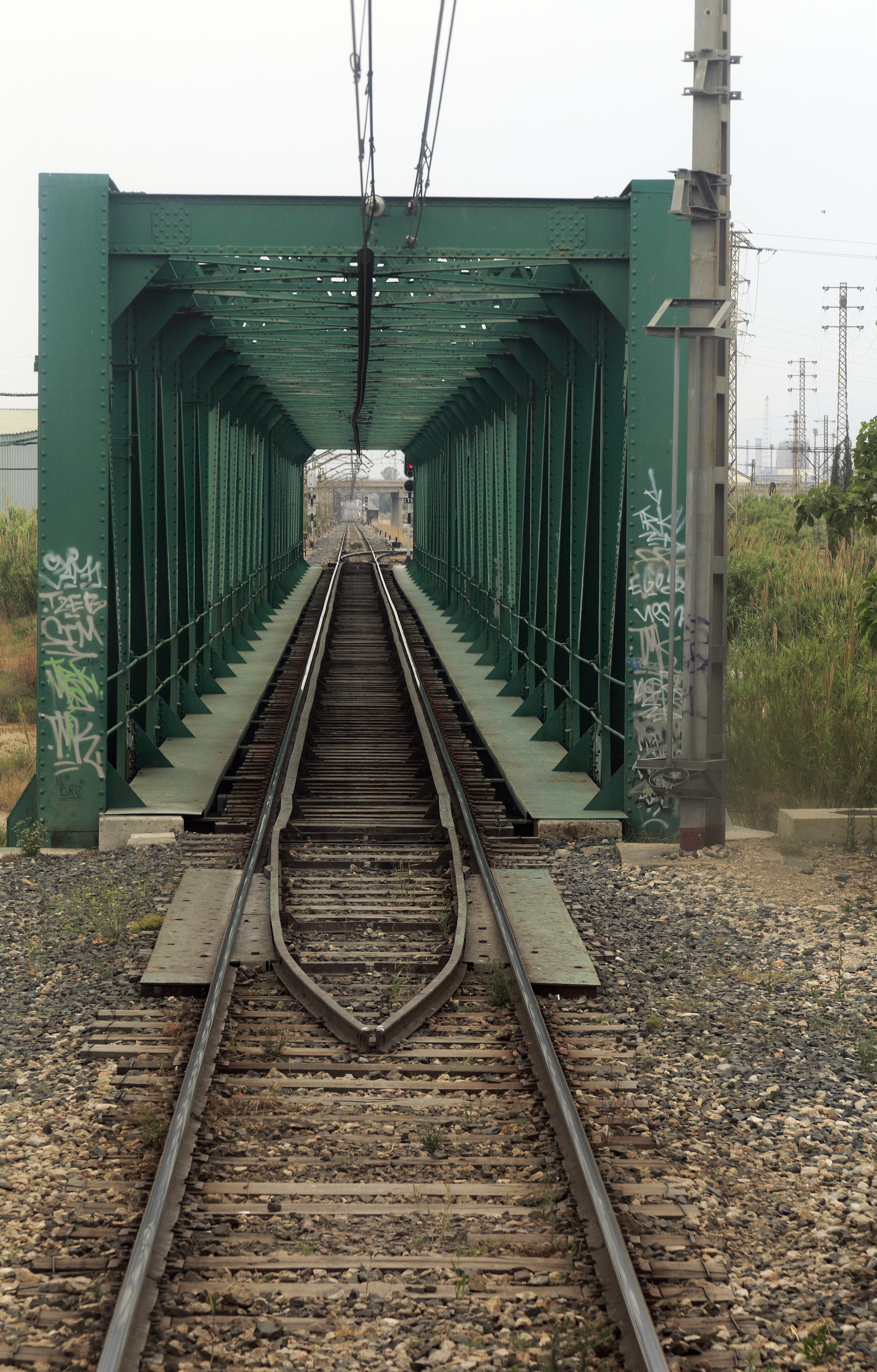
Fachwerkbrücke mit ortsfesten Eingleisern (bei Tarragona, Spanien)

Führungen sind notwendig, wenn nahe am Gleis Bauteile vorhanden sind, die durch entgleiste Fahrzeuge beschädigt oder zerstört werden können. Dies können z. B. tragende Elemente von Brücken oder Bahnsteighallen sein, beispielsweise bei Fachwerk- und Stabbogenbrücken mit untenliegender Fahrbahn. Außerdem sind sie bei alten Deckbrücken erforderlich, deren Bauteile nicht ausreichend tragfähig sind für entgleiste Radsätze oder die nicht ausreichend breit sind.
Früher wurden als Fangschienen eigene Kantenprofile verwendet, heute werden für Führungen entweder Regelschienenprofile oder Radlenkerprofile mit Stützböcken eingebaut. Bei Umbauten werden häufig die ausgebauten Fahrschienen als Führungen weiterverwendet. Der Abstand zwischen Fahr- und Fangschienen im zu sichernden Abschnitt beträgt in der Regel 180 Millimeter. Am Anfang und am Ende eines Fangschienenabschnitts werden die Schienen als Einläufe in Gleismitte zusammengeführt. Wenn der Einbau im Gleis aus Platzgründen nicht möglich ist, beispielsweise in Weichen, werden die Führungen in vergleichbarer Weise außerhalb angeordnet.
In der Vergangenheit, heute noch im spanischen Breitspurnetz an vielen Stellen zu sehen, wurden Fangschienen mit deutlich kleineren Rillenweiten eingebaut. Ergänzt durch Auflaufbleche und gebogene Einläufe wirken sie als Eingleiser, die entgleiste Radsätze wieder in das Gleis zurückführen. Ihr Einsatz kann zwar Folgeschäden besser verhindern, doch ist die nachträgliche Identifizierung eines ent- und selbsttätig wiedereingegleisten Fahrzeuges, um es der nötigen Untersuchung zuzuführen, unter Umständen schwierig bis unmöglich. In Bergbaubetrieben mit systembedingt schlechter Gleislage sind Eingleiser auch weiterhin üblich.

## Leitschienen

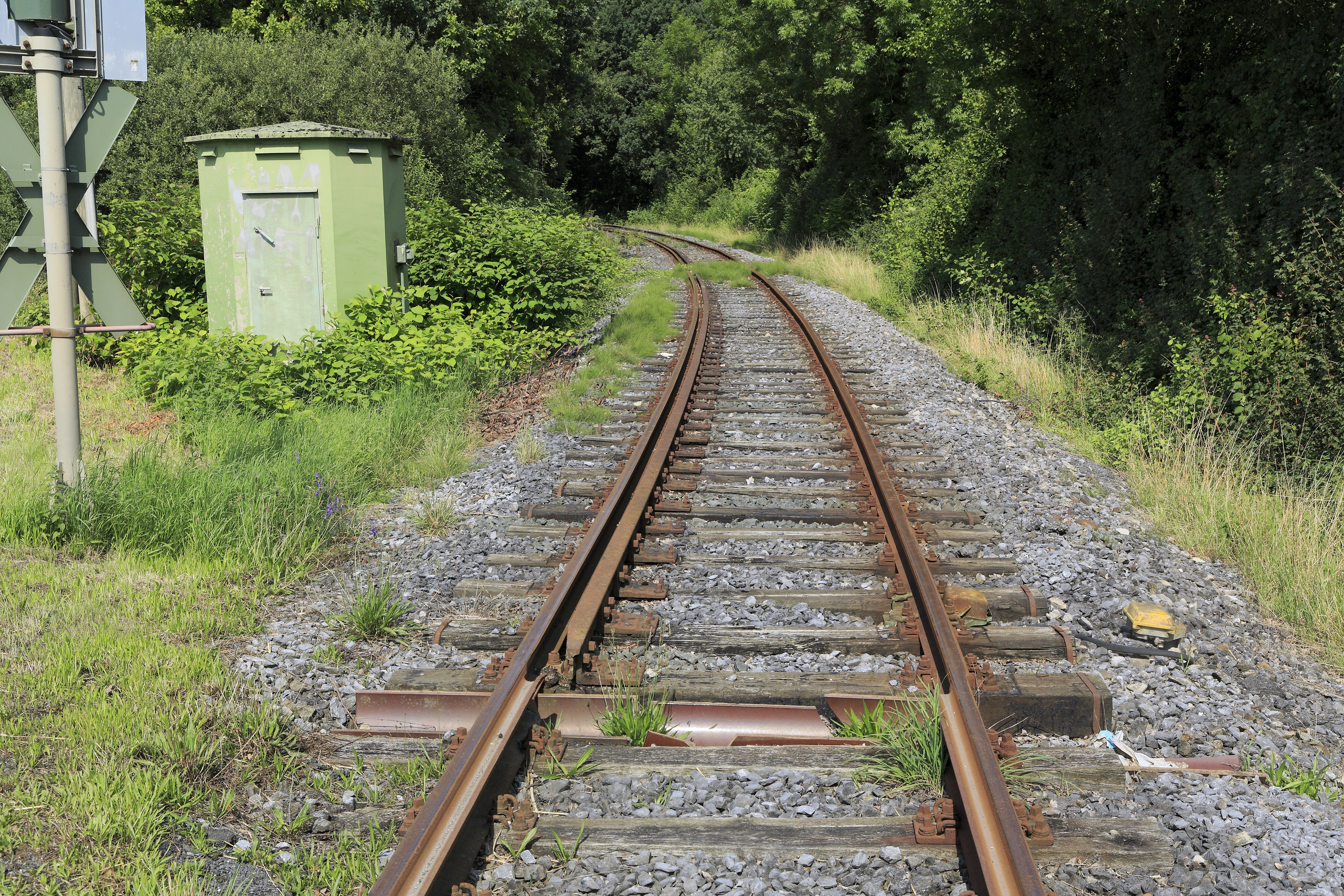
Leitschiene an der inneren Schiene eines Bogens

Leitschienen dienen der Führung der Radsätze in engen Bögen. Dazu werden sie, vergleichbar mit Radlenkern im Herzstückbereich von Weichen und Kreuzungen parallel zur inneren Schiene in 50 bis 60 mm Abstand eingebaut. Sie verringern dadurch die auf die äußere Schiene wirkenden Kräfte und vermindern somit deren Abnutzung. Nachteilig ist der durch die Rückflächenführung steigende Laufwiderstand.

## Schutzschienen

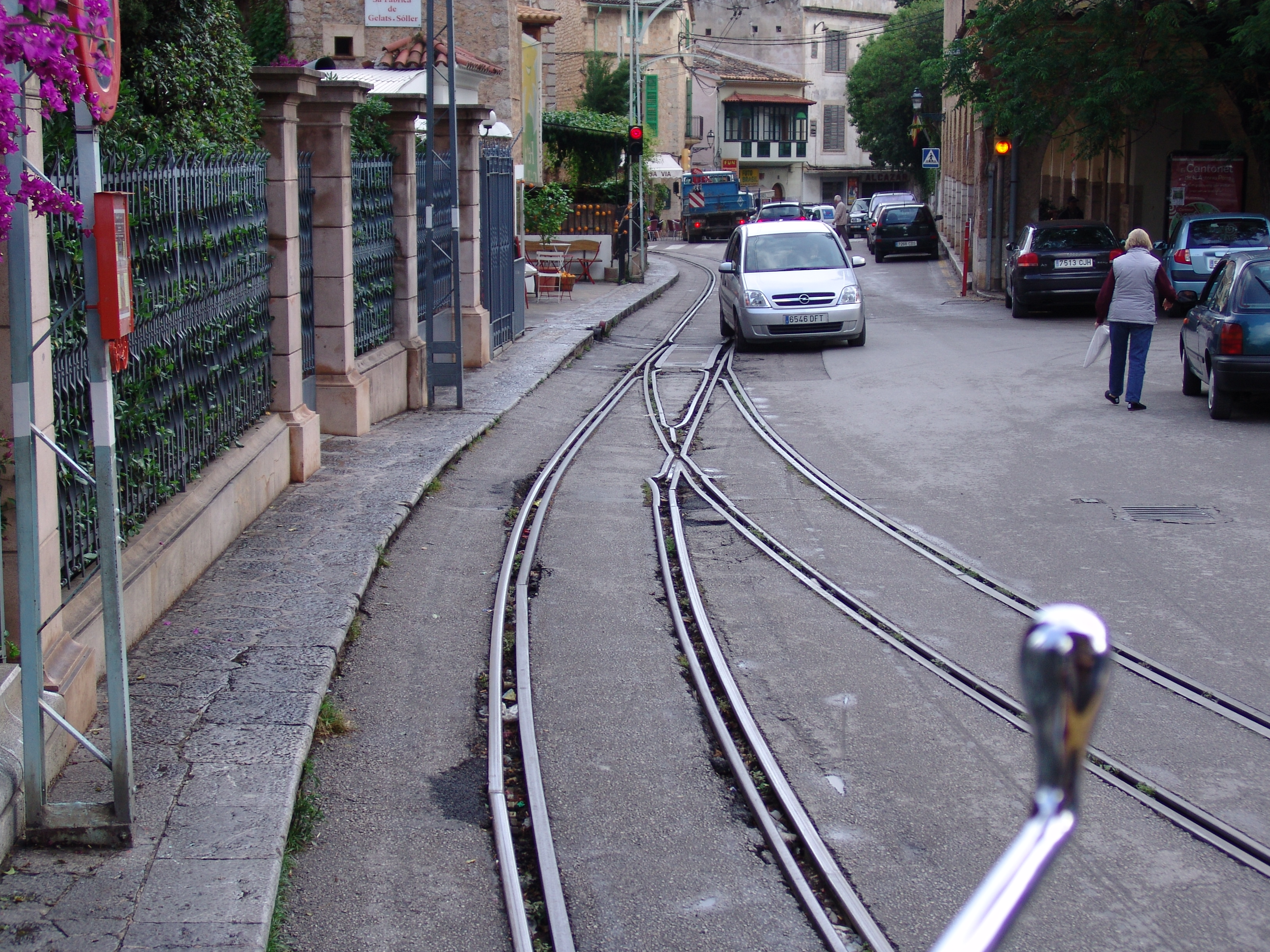
Schutzschienen in Sóller

Schutzschienen dienen der Versteifung des Gleisrahmens sowie gegebenenfalls dem Schutz vor Entgleisungen. Dazu werden sie parallel zu den Fahrschienen in etwa 80 mm Abstand angeordnet.